# Polizia municipale

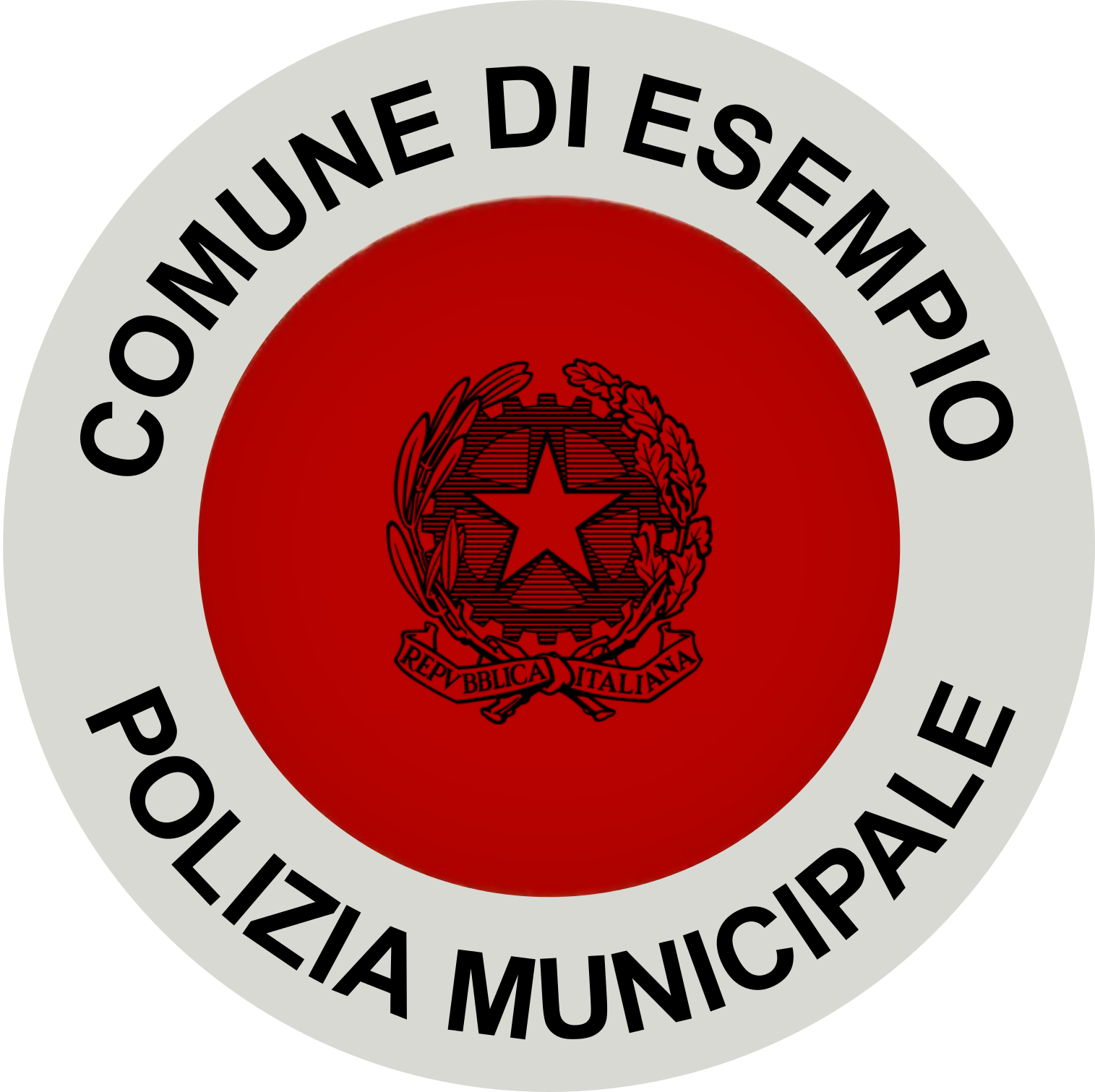

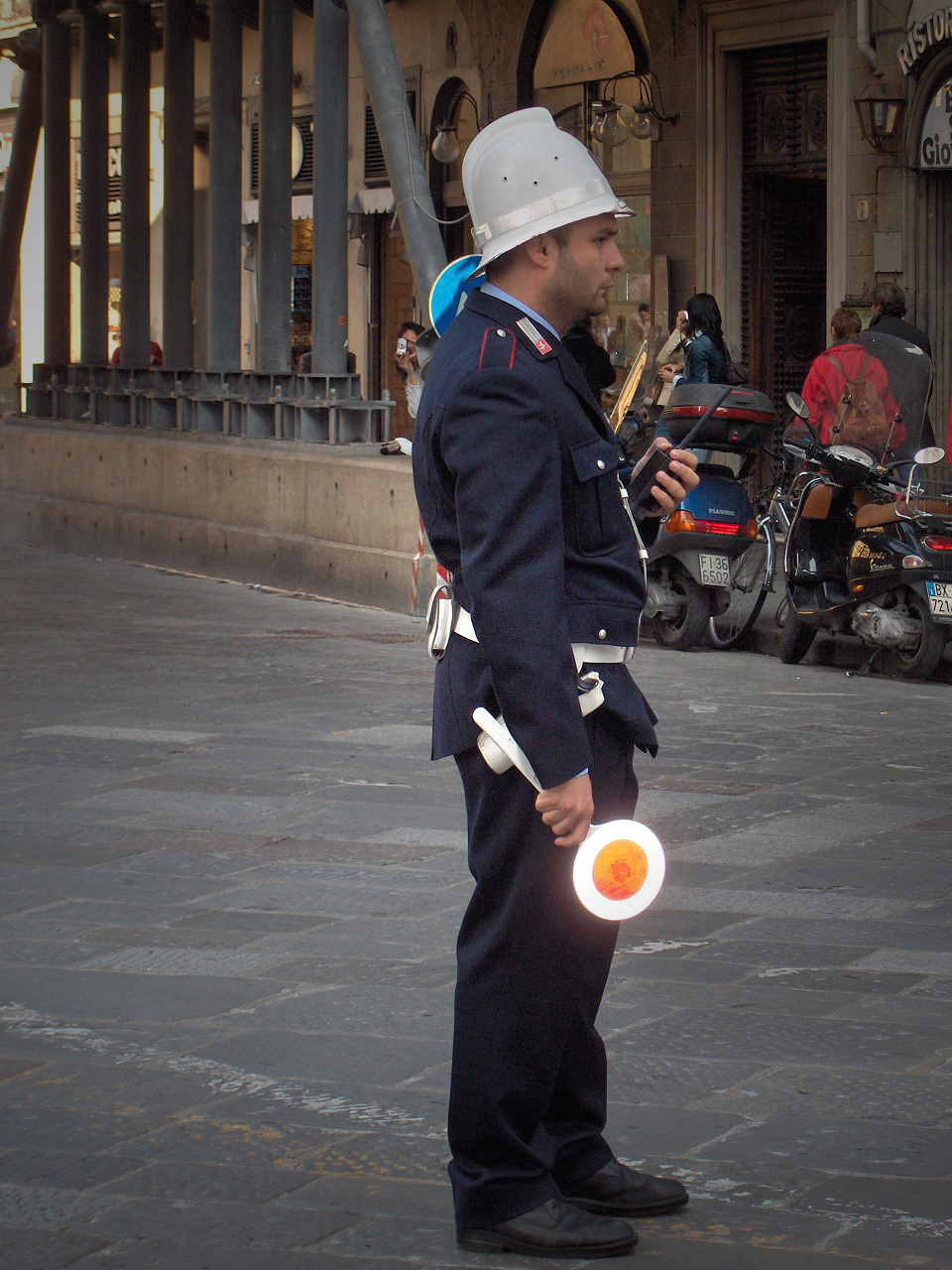
Kommunal trafikpolis från Florens.

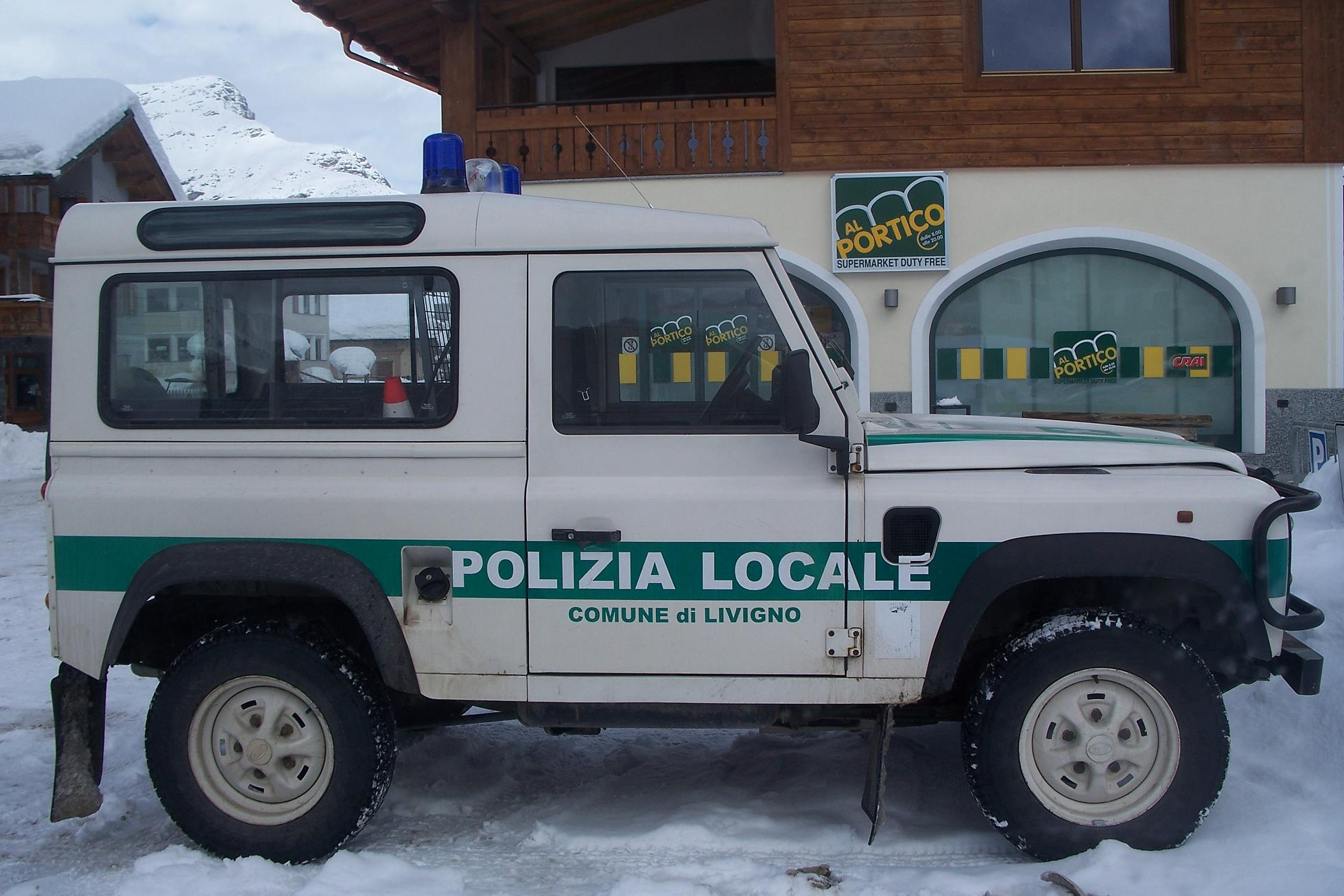
Polisbil från Livigno.

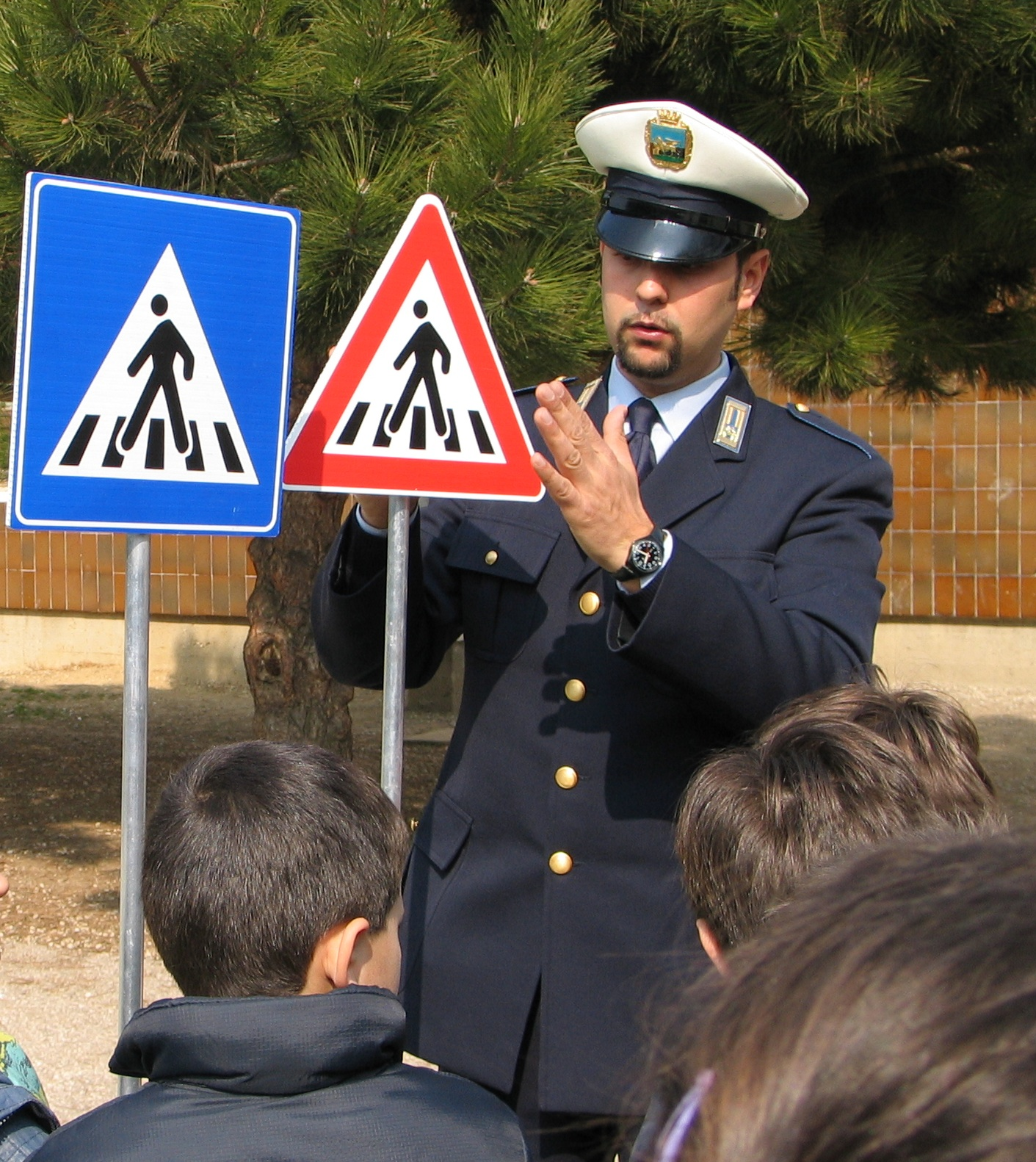
Kommunal polis undervisar skolbarn i trafikkunskap.

Polizia municipale är flera poliskårer som i Italien tillhör kommunerna de fungerar som trafikpolis och som ordningspolis. Kårerna består av "vigili" och högre chefer. De lyder under Italiens kommuner och deras juridiska område är inom respektive kommuns gränser. I regioner med autonom status används motsvarande beteckning officiellt även på de nationella minoritetsspråken. I Valle d'Aosta, sålunda även på franska, Police municipale; i Sydtyrolen på tyska Stadspolizei (i de större stadskommunerna), Gemeindepolizei (i de flesta kommuner) eller Ortspolizei (i de minsta kommunerna). Gemeindepolizei används även i de trespråkiga kommunerna i Valle d'Aosta. I Friuli-Venezia Giulia på slovenska, Občinska policija i provinserna Trieste, Gorizia och Udine.

## Grundläggande lagstiftning
Polizia municipale regleras genom den kommunala polislagen från 1986 (Legge quadro sull'ordinamento della polizia municipale. (Legge 07 marzo 1986 nr. 65). Denna lag reglerar all kommunal polisverksamhet i Italien, men kompletteras sedan av regional lagstiftning. För Italiens autonoma regioner och provinser utgår de grundläggande reglerna istället från autonomilagstiftningen.
- Högsta ansvaret för den kommunala polisen åvilar borgmästaren eller det kommunalråd som han delegerar ansvaret till.
- Den kommunala polisverksamheten utövas inom ramen för en kommun eller ett kommunalförbund.
- Inom ramen för sin tjänsteutövning har den kommunala polisen befogenhet som kriminalpolis enligt den italienska rättegångsbalken (codice di procedura penale), som trafikpolis och som biträde till ordningspolisen.
- Landshövdingen kan suspendera och avskeda personal som inte uppfyller de grundläggande kraven för anställning som kommunal polistjänsteman.
- Kommunal polistjänsteman kan efter beslut av kommunfullmäktige bära vapen utan vapenlicens.[1]

Genom regional lagstiftning regleras följande förhållanden.
- Allmänna regler för inrättandet av en kommunal poliskår.
- Regler för den kommunala polispersonalens utbildning och vidareutbildning.
- Normer för kommunal samverkan inom ramen för det kommunala polisväsendet.
- Utseendet på kommunala polisuniformer och den kommunala polisens gradbeteckningar. Uniformerna måste därvid visa skillnader från de uniformer som används av de statliga poliskårerna och av den italienska försvarsmakten.
- Disciplinära regler.

## Uppdrag

### Friuli-Venezia Giulia
I regionen Friuli-Venezia Giulia har den lokala polisen följande uppgifter.
- Övervaka efterlevnaden av kommunala stadgor och reglementen
- Bevaka kommunens egendom
- Medverka vid upprätthållande av allmän ordning och säkerhet
- Biträda med underlag vid kommunal handläggning och beslutsfattande
- Biträda vid katastrofer och olycksfall
- Miljöövervakning och byggnadsinspektion
- Förvaltningspolis
- Utföra uppdrag som ordningspolis och kriminalpolis enligt statliga bestämmelser
- Biträda den kommunala skatteförvaltningen
- Övervakning och kontroll av fiske
- Viltvård samt övervakning och kontroll av jakt

## Organisation

### Friuli-Venezia Giulia
I regionen Friuli-Venezia Giulia har den lokala polisen följande organisation.
- Polistjänst med tre till sju tjänster. Åtminstone sex timmars yttre tjänstgöring per dygn.
- Poliskår med åtta till 30 tjänster. Åtminstone 12 timmars yttre tjänstgöring i två skift per dygn.
- Poliskår med 31 till 100 tjänster. Åtminstone 16 timmars yttre tjänstgöring i tre skift per dygn.
- Poliskår med över 100 tjänster. 24 timmars yttre tjänstgöring i fyra skift per dygn.